# Mary Mason Lyon
Mary Mason Lyon (Buckland, 28 febbraio 1797 – South Hadley, 5 marzo 1849) è stata un'educatrice statunitense.

## Biografia
Figlia dei fattori Aaron Lyon e Jemima Shepard, la giovane Mary rimase orfana di padre in tenera età e sin da subito cominciò a lavorare nella fattoria di famiglia, anche quando sua madre si trasferì ad Ashfield a seguito di seconde nozze. Frequentò le scuole distrettuali di Buckland e Ashfield, poi studiò in altre località più lontane supportata da amici e parenti che la ospitavano. Nel 1814 venne assunta per la prima volta come insegnante a Shelburne Falls, professione che alternò agli studi alla Sanderson Academy di Ashfield e all'Amherst College.
Nel 1821 entrò insieme all'amica Amanda White nel seminario di Byfield gestito dal reverendo Joseph Emerson, dove accostò i suoi studi all'impegno cristiano, un concetto che avrebbe in seguito instillato al Mount Holyoke College. Nel seminario conobbe Zilpah Polly Grant, con la quale avrebbe contribuito a gettare le basi per il sistema educativo femminile statunitense dal 1823 al 1833. Dopo gli studi Lyon aprì una scuola a Buckland e nel contempo si unì a Grant per gestire l'Adams Female Academy di Londonderry, nel New Hampshire. Una volta venuto meno il finanziamento dei fiduciari della scuola, i quali mal sopportavano l'impronta evangelica della stessa, le due donne fondarono l'Ipswich Female Seminary.
Nel 1834 Lyon si separò professionalmente da Grant a causa di divergenze di opinioni in merito al loro lavoro e intraprese una raccolta fondi per l'istituzione di una scuola che garantisse una buona istruzione alle ragazze più povere. I suoi primi sostenitori furono l'amico di lunga data Edward Hitchcock, il reverendo Theophilus Packard e il reverendo Roswell Hawks, oltre che diverse organizzazioni femminili che supportavano l'istruzione. Questi sforzi contribuirono a fondare il Mount Holyoke College, una scuola destinata ai ceti più bassi, caratterizzata da costi delle tasse piuttosto contenuti e da un rigido programma basato sulla sfida intellettuale e sulla finalità morale, con gli studenti che "auto-segnalavano" i propri progressi a una "sezione" di quindici o venti colleghi e con gli insegnanti che vivevano assieme a loro.
Lyon resse il Mount Holyoke College per 12 anni, fino a che non morì di erisipela. Grazie al suo impegno, tra il 1838 e il 1850 più di tre quarti delle diplomate divennero insegnanti. In più, il Mount Holyoke College aprì diverse sezioni distaccate negli Stati Uniti d'America medio-occidentali e all'estero, diffondendo ad ampio raggio il modello educativo di Lyon.
Nel 1993 Lyon venne introdotta nella National Women's Hall of Fame. Le è stato dedicato l'omonimo cratere venusiano.